# Maurice Donneaud
Maurice Donneaud, né Maurice Michel Donnaud en 1904 et mort en 1956, est un acteur français, sociétaire de la Comédie-Française.

## Théâtre

### Hors Comédie-Française
- 1924 : Ysabeau de Paul Fort, mise en scène Firmin Gémier, Théâtre de l'Odéon : Jacques Legrand
- 1925 : La Robe d'un soir de Rosemonde Gérard, mise en scène Firmin Gémier, Théâtre de l'Odéon : Denis
- 1926 : Dalilah de Paul Demasy, Théâtre de l'Odéon : Benjamin
- 1926 : Le Dernier Empereur de Jean-Richard Bloch, mise en scène Armand Bour, Théâtre de l'Odéon : Roger de Moravie

### Carrière à laComédie-Française
Entrée à la Comédie-Française en 1927
Sociétaire de 1936 à 1947
391e sociétaire
- 1930 : Les Trois Henry d'André Lang, mise en scène Émile Fabre : Loignac
- 1931 : Bérénice de Jean Racine : Antiochus (36 fois de 1931 à 1947)
- 1933 : La Tragédie de Coriolan de William Shakespeare, mise en scène Émile Fabre
- 1934 : Andromaque de Jean Racine, mise en scène Raphaël Duflos : Pylade
- 1935 : Lucrèce Borgia de Victor Hugo, mise en scène Émile Fabre : Gennaro
- 1937 : Bérénice de Jean Racine : Titus (2 fois)
- 1938 : Madame Sans-Gêne de Victorien Sardou et Émile Moreau : Lauriston
- 1938 : La Robe rouge d'Eugène Brieux : Ardeuil
- 1938 : Le Portrait de Carmontelle, Comédie-Française : M. Bernard
- 1938 : Iphigénie de Jean Racine, mise en scène Marie Ventura : Ulysse
- 1938 : Tricolore de Pierre Lestringuez, mise en scène Louis Jouvet : Romme
- 1938 : Cyrano de Bergerac d'Edmond Rostand, mise en scène Pierre Dux
- 1939 : Athalie de Jean Racine, mise en scène Georges Le Roy : Mathan
- 1939 : Le Jeu de l'amour et de la mort de Romain Rolland, mise en scène Denis d'Inès : Claude Vallée
- 1942 : Iphigénie en Tauride de Johann Wolfgang von Goethe, mise en scène Jean Yonnel : Oreste
- 1942 : Phèdre de Jean Racine, mise en scène Jean-Louis Barrault : Théramène
- 1942 : La Reine morte de Henry de Montherlant, mise en scène Pierre Dux : Alvar Gonçalvès
- 1943 : Iphigénie à Delphes de Gerhart Hauptmann, mise en scène Pierre Bertin : Oreste
- 1943 : Le Soulier de satin de Paul Claudel, mise en scène Jean-Louis Barrault : le père jésuite et Saint-Jacques
- 1944 : Esther de Jean Racine, mise en scène Georges Le Roy : Aman
- 1944 : Ruy Blas de Victor Hugo, mise en scène Pierre Dux : Ruy Blas
- 1944 : Horace de Pierre Corneille, mise en scène Mary Marquet : Horace
- 1945 : Antoine et Cléopâtre de William Shakespeare, mise en scène Jean-Louis Barrault : Sextus Pompée
- 1946 : Bérénice de Jean Racine, mise en scène Gaston Baty : Antiochus
- 1948 : Britannicus de Jean Racine, mise en scène Julien Bertheau : Narcisse
- 1948 : Andromaque de Jean Racine, mise en scène Gaston Baty : Oreste
- 1949 : Phèdre de Jean Racine : Théramène
- 1949 : Le Cid de Pierre Corneille, mise en scène Julien Bertheau : Don Diègue